# Häxan Glinda
Häxan Glinda, även känd som Glinda den Goda är en litterär figur i L. Frank Baums bok Trollkarlen från Oz. I boken är hon kallas hon för Den Snälla från Söder. I musikalfilmen från 1939 är hon spelad av Billie Burke och hennes karaktär kombineras med Den snälla Häxan från Norr från boken. Glinda spelar en stor roll i musikalen Wicked, som utforskar hennes förhållande till Den onda Häxan från Väst, som i musikalen heter Elphaba. I original uppsättning spelades hon av den kända musikalartisten Kristin Chenoweth. 
I musikalfilmen The Wiz spelas hon av Lena Horne. I den musikaliska fantasyfilmen Wicked, där karaktären spelas av Ariana Grande, stavas namnet Galinda. 